# Jonathan Calleri
Jonathan Calleri   (Buenos Aires, 23 de setembre de 1993) és un futbolista professional argentí que juga com a davanter pel São Paulo FC.
Calleri va començar la seva carrera a l'Club Atlético All Boys i va jugar pel Boca Juniors una temporada, abans de fitxar pel Deportivo Maldonado. A partir de llavors va encadenar una sèrie de cessions, primer al Brasileirão al São Paulo FC, i posteriorment a Europa, al West Ham United FC de la Premier League, i a diversos clubs de La Liga com la UD Las Palmas i el Deportivo Alavés.

## Carrera de club

### All Boys
El 14 d'agost de 2013, Calleri va debutar per l'Club Atlético All Boys contra l'Estudiantes als quarts de final de la Copa Argentina 2012–13. Va debutar en lliga el 7 de setembre, contra Asociación Atlética Argentinos Juniors, i va jugar el seu primer partit complet contra el Godoy Cruz el 7 d'octubre.

### Boca Juniors
El juliol de 2014, Calleri signà contracte amb el Boca Juniors.
El 27 de juliol de 2014, Calleri va debutar amb Boca en una derrota 2–0 contra el Club Atlético Huracán. A la lliga, el seu debut va arribar el 18 d'agost, com a suplent, en una victòria per 1–0 contra el Belgrano, i una setmana més tard l'entrenador Rodolfo Arruabarrena el va fer jugar de titular per primer cop, en una derrota per 3–0 contra l'Atlético Rafaela.
L'1 de novembre de 2015, el Boca Juniors es va coronar campió de la primera divisió, amb Calleri marcant 10 gols en 26 partits, i aconseguint així el seu primer títol com a jugador professional. Tres dies després, el Boca Juniors va guanyar la Copa Argentina 2014–15.

### Deportivo Maldonado
El gener de 2016, Calleri va fitxar pel club uruguaià Deportivo Maldonado. Amb un pacte similar al de diversos altres que fitxen pel club, fou cedit al São Paulo FC del Brasileirão el mateix mes.

#### São Paulo (cedit)
El 3 de febrer de 2016, Calleri va debutar, i va marcar el seu primer gol, pel São Paulo en un empat 1–1 amb el Club Deportivo Universidad César Vallejo a l'edició de 2016 de la Copa Libertadores.
El 13 de juliol de 2016, Calleri va jugar el seu darrer partit amb el São Paulo en una derrota per 1–2 contra l'Atlético Nacional, a les semifinals de la Copa Libertadores 2016. Va marcar l'únic gol del São Paulo, al minut 9. Calleri va afirmar que havia passat sis mesos meravellosos jugant amb l'equip brasiler. Va finalitzar el torneig com a màxim golejador, amb 9 gols en 12 partits.

#### West Ham United (cedit)
L'agost, el West Ham United FC va rebre Calleri cedit per una temporada. Va debutar a la Premier League sortint des de la banqueta, en partit contra l'AFC Bournemouth el 21 d'agost de 2016. El seu únic gol amb el club va arribar al minut 94 en una victòria per 3–1 contra el Middlesbrough FC al Riverside Stadium el 21 de gener de 2017. El seu primer partit com a titular a la Premier el va disputar el 22 d'abril de 2017, en un empat 0–0 contra l'Everton FC al London Stadium; hi va jugar 61 minuts abans de ser canviat per Diafra Sakho. Després de 19 partits i amb un gol marcat, la cessió de Calleri va finalitzar.

#### Las Palmas (cedit)
L'11 de juliol de 2017, Calleri fou cedit a la UD Las Palmas de La Liga, per un any. Hi va debutar el 18 d'agost, jugant com a titular en una derrota per 0–1 a fora contra el València CF, i hi va marcar el seu primer gol set dies després, tot i que fou en una derrota per 1–5 a casa contra l'Atlètic de Madrid.

#### Alavés (cedit)
El 22 d'agost de 2018, Calleri fou cedit al Deportivo Alavés, de primera divisió, per un any.

#### Espanyol (cedit)
El 26 d'agost de 2019, fou cedit al RCD Espanyol per una temporada.
Calleri va marcar un hat-trick per l'Espanyol en un partit de l'Europa League contra el Wolverhampton Wanderers FC el 27 de febrer de 2020; l'Espanyol va guanyar el partit per 3–2 però va perdre en el global de l'eliminatòria per 6–3.

#### Osasuna (cedit)
El 13 de setembre de 2020, Calleri fou cedit a un altre club de La Liga, el CA Osasuna per una temporada.

## Internacional
Degut a les seves bones actuacions amb el Boca Juniors i el São Paulo, Calleri fou convocat per la selecció olímpica argentina (sub-23) per disputar els Jocs Olímpics de 2016. El 29 de juliol de 2016, Calleri va debutar amb la selecció olímpica, en un partit amistós contra la selecció olímpica de Mèxic que va acabar en empat 0–0.

## Vida personal
Calleri és nebot de l'exfutbolista argentí Néstor Fabbri.

## Palmarès
Boca Juniors
- Primera Divisió argentina: 2015
- Copa Argentina: 2014–15